# 장펑 자동차
장펑 자동차(영어: Changfeng Motor, 중국어 간체자: 广汽长丰汽车股份有限公司, 정체자: 廣汽長豐汽車股份有限公司, 병음: Guǎngqì Zhǎngfēng qìchē gǔfèn yǒuxiàn gōngsī)는 광저우 자동차 그룹이 100% 소유한 중국 자동차 제조업체이다.

## 수출
장펑 자동차의 차량 대부분은 중국 내수용이었지만 2006년부터 러시아, 동남아시아, 중동 및 아프리카에도 차량을 수출하였다.